# Saison 2015 des Angels de Los Angeles
La saison 2015 des Angels de Los Angeles est la 55e saison en Ligue majeure de baseball pour cette franchise. 
Les Angels poursuivent une place en séries éliminatoires mais sont éliminés au dernier jour de la saison régulière. Les Angels gagnent 13 parties de moins qu'en 2014 et terminent troisièmes de la division Ouest de la Ligue américaine avec 85 victoires contre 77 défaites. Pour la troisième fois en 4 ans, Mike Trout termine deuxième au vote de fin d'année désignant le joueur par excellence de la Ligue américaine, devenant le premier joueur à se classer dans le top 2 pour ce prestigieux prix après ses 4 premières saisons complètes dans les majeures. Albert Pujols frappe 40 circuits pour la première fois depuis qu'il évolue pour les Angels.

## Contexte
Avec 98 victoires contre 64 défaites en 2014, les Angels réalisent la meilleure performance du baseball majeur en saison régulière et remportent le titre de la division Ouest de la Ligue américaine avec 10 matchs d'avance sur leurs plus proches poursuivants. Leur vedette Mike Trout est unanimement voté joueur par excellence de la Ligue américaine. Avec un total de 20 victoires de plus qu'en 2013, il s'agissait de la meilleure saison des Angels depuis leur record de 100 victoires en 2008, d'une première saison gagnante depuis 2012, d'un premier titre de division et d'une première qualification en séries éliminatoires depuis 2009. Ce nouveau parcours en éliminatoires est coupé court par les surprenants Royals de Kansas City, qui éliminent les Angels avec 3 victoires sans réplique en Série de divisions.

## Intersaison
Le 11 décembre 2014, les Angels échangent Howie Kendrick, leur joueur de deuxième but des 9 dernières saisons, aux Dodgers de Los Angeles contre un jeune lanceur gaucher prometteur, Andrew Heaney. Le même jour, le deuxième but Josh Rutledge est acquis des Rockies du Colorado en échange du lanceur droitier Jairo Díaz.
Le releveur droitier Kevin Jepsen est transféré aux Rays de Tampa Bay le 16 décembre suivant en échange du voltigeur Matt Joyce.
Les Angels perdent sur le marché des agents libres le releveur droitier Jason Grilli, obtenu par transaction en cours de saison 2014, qui rejoint les Braves d'Atlanta.

## Calendrier pré-saison
L'entraînement de printemps 2015 des Angels se déroule du 5 mars au 4 avril.

## Saison régulière
La saison régulière de 162 matchs des Angels débute le 6 avril par une visite aux Mariners de Seattle et se termine le 4 octobre suivant. Le match d'ouverture local au Angel Stadium d'Anaheim est joué le 10 avril contre les Royals de Kansas City.

### Classement
| Ligue américaine division Ouest | V  | D  | %    | Diff. | Diff. (séries) |
| ------------------------------- | -- | -- | ---- | ----- | -------------- |
| Rangers du Texas                | 88 | 74 | ,543 | -     | -              |
| Astros de Houston               | 86 | 76 | ,531 | 2     | -              |
| Angels de Los Angeles           | 85 | 77 | ,525 | 3     | 1              |
| Mariners de Seattle             | 76 | 86 | ,469 | 12    | 10             |
| Athletics d'Oakland             | 68 | 94 | ,420 | 20    | 18             |

### Avril
- 17 avril : Mike Trout, des Angels, frappe un coup de circuit pour devenir le plus jeune joueur de l'histoire à compter 100 circuits et 100 buts volés en carrière. À 23 ans et 251 ans, il bat le record d'Alex Rodriguez, qui avait atteint ces plateaux en 1999 à l'âge de 23 ans et 309 jours[14].
- 27 avril : Les Angels transfèrent le joueur de champ extérieur Josh Hamilton à son ancien club, les Rangers du Texas, en échange d'un joueur à être nommé plus tard ou d'une compensation en argent[15].

### Juin
- 9 juin : Albert Pujols, des Angels, rejoint Mickey Mantle au 16e rang des meilleurs frappeurs de coups de circuit de l'histoire avec son 536e, réussi dans un match face aux Rays de Tampa Bay[16].
- 11 juin : Albert Pujols frappe le 537e circuit de sa carrière pour dépasser Mickey Mantle au 16e rang de l'histoire[17].

### Juillet
- 1er juillet : En poste depuis octobre 2011, le directeur général des Angels, Jerry Dipoto, remet sa démission; l'ancien directeur général Bill Stoneman reprend du service, cette fois sur une base intérimaire[18].
- 2 juillet : Albert Pujols est élu meilleur joueur du mois de juin 2015 dans la Ligue américaine, un honneur qu'il reçoit pour la 7e fois de sa carrière, mais pour la première fois comme membre des Angels et la première fois depuis août 2010[19].

### Octobre
- 3 octobre : Risquant l'élimination dans la course aux séries de fin de saison, les Angels marquent 5 fois en début de 9e manche pour battre les Rangers du Texas, 11-10, et les priver du titre de la division Ouest de la Ligue américaine[20].
- 4 octobre : Les Angels sont éliminés de la course aux éliminatoires lorsqu'ils sont vaincus par les Rangers du Texas à leur 162e et dernier match de la saison régulière[1].
- 5 octobre : Billy Eppler devient le nouveau directeur général des Angels[21].

## Effectif
- Drew Rucinski

## Affiliations en ligues mineures
| Niveau            | Équipe                   | Ligue                         |
| ----------------- | ------------------------ | ----------------------------- |
| AAA               | Bees de Salt Lake        | Ligue de la côte du Pacifique |
| AA                | Travelers de l'Arkansas  | Texas League                  |
| A-Advanced        | 66ers de l'Inland Empire | California League             |
| A                 | Bees de Burlington       | Midwest League                |
| Ligue des recrues | Owlz d'Orem              | Pioneer League                |
| Ligue des recrues | Arizona League Angels    | Arizona League                |
| Ligue des recrues | DSL Angels               | Dominican Summer League       |